# Ester Šimerová-Martinčeková

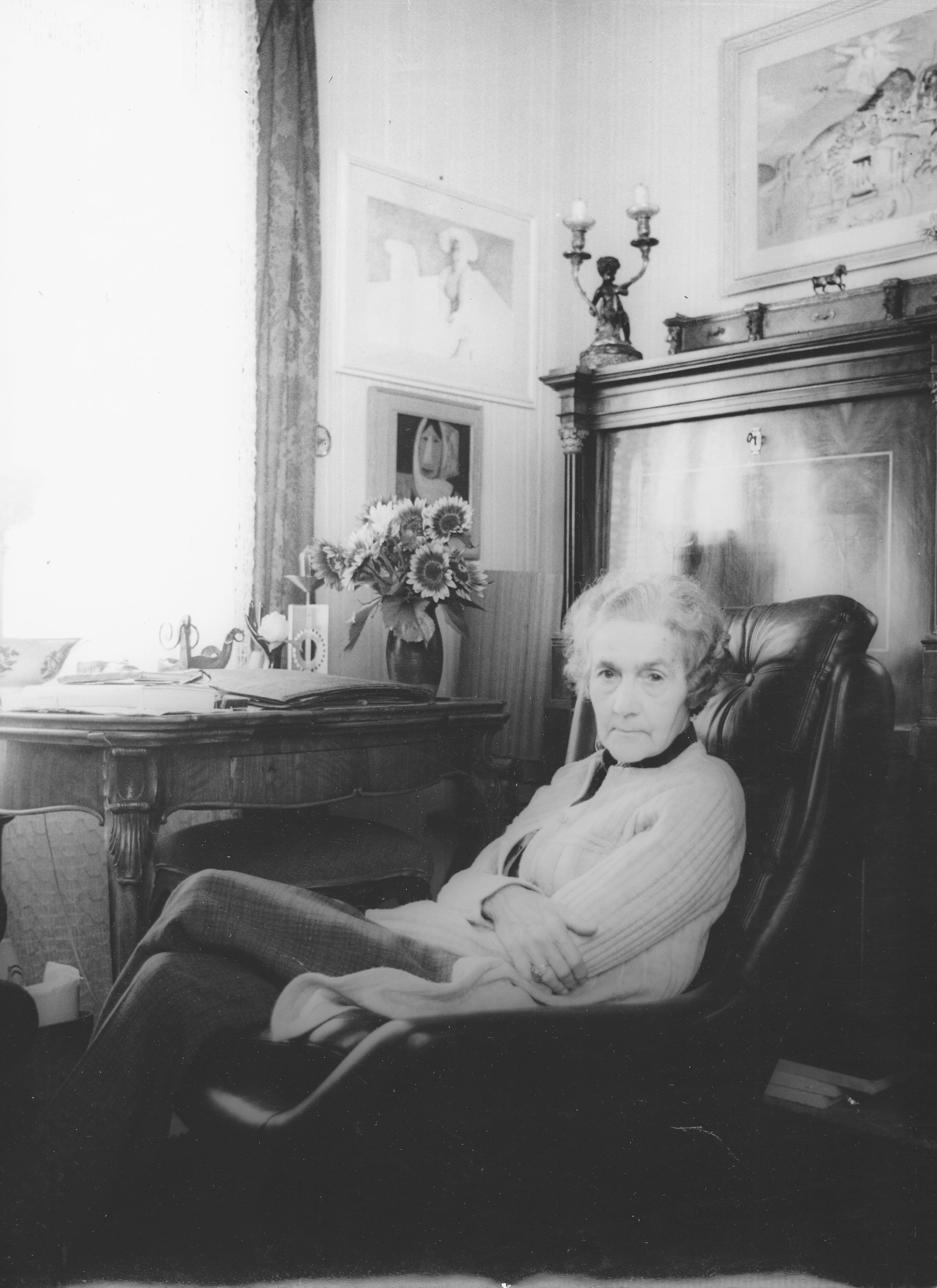
Ester Šimerová - Martinčeková în casa ei din Liptovský Mikuláš (mijlocul anilor 1980), fotografie de Tomáš Fassati, Galeria F

Ester Šimerová-Martinčeková (născuta ca Ester Fridriková, n. 23 ianuarie 1909, Pozsony, Austro-Ungaria – d. 7 august 2005, Liptovský Mikuláš, Žilinský kraj, Slovacia) a fost o pictoriță, artistă și decoratoare slovacă de renume mondial și de frunte, o reprezentantă a modernității.
Ester a lucrat și în scenografie și jurnalism. A fost adesea numită prima doamnă a picturii slovace. S-a inspirat din cubismul târziu și din cubo - futurism.

## Educație
În timpul Primului Război Mondial, a urmat o școală evanghelică, apoi un gimnaziu. Deja în ultimii ani ai liceului, a urmat în mod privat școala de pictură a lui Gustáv Mallý⁠(d). După absolvire, a plecat la Paris în anii 1927 - 1932, unde a studiat pictura la două academii, la Academia Julian și la Academie de l'art moderne (la clasa profesorului Leger, profesoarei Exterová și profesorului Ozenfant) și mai târziu la școala privată de pictură a Aleksandrei Ekster (o altă pictoriță cubofuturistă).

## Biografie și carieră
În timpul studiilor la Paris, ea a creat mai multe lucrări importante, care acum se află în principal în colecția Galeriei Naționale Slovace (Natură moartă gri, Compoziție de șah, Natură moartă, Cvartet, Struguri etc.)  În anii 1930, ea a creat alte lucrări excepționale, Păsări peste munți, Natură moartă cu o scoică, Bărci cu pânze etc.
Deja în 1931 a avut o expoziție independentă la Praga. În 1932, s-a căsătorit cu profesorul Dr. František Šimer și a locuit cu el în Bratislava. După prăbușirea primei Republici Cehoslovace, ea și soțul ei s-au dus în Protectoratul Boemiei și Moraviei și s-au stabilit la Plzeň. Perioada Protectoratului, mai întâi la Plzeň și apoi la Praga, a fost foarte grea pentru Šimerová-Martinčeková. Dar chiar și acolo a creat lucrări extraordinare, de ex. Oraș de seară,  Trei grații, Cap dintr-o monedă grecească și Cap de barbar.
În timpul asasinării lui Heydrich, soțul ei, în calitate de șef al spitalului, a ascuns parașutiști cehoslovaci din Anglia. După dezvăluirea faptelor, Gestapo l-a arestat, întemnițat și executat. În 1947, s-a căsătorit din nou. După restaurarea republicii comune în 1945, s-a întors în Slovacia și a fost aleasă președinte al Blocului Artiștilor Slovaci. Soțul ei a fost avocatul Martin Martinček⁠(d), la acea vreme șeful prezidențial al Oficiului Președinției SNR, ulterior fotograf slovac proeminent. 
În prima jumătate a anilor 1950, Šimerová-Martinčeková – sub influența presiunii politice și sociale – a abandonat pictura în ulei și și-a câștigat existența din lucrări la comandă.
În timpul dictaturii comuniste, în 1952, ca parte a Acțiunii B, a fost evacuată cu forța împreună cu soțul ei (Martin Martinček, care a fost descris drept „naționalist burghez”) din Bratislava într-un sat de lângă Liptovský Mikuláš, unde s-au mutat și au locuit ulterior acolo. până la moartea ei.  În 1966, i s-a acordat titlul de artistă emerită. A expus în mai multe galerii din țară și din străinătate și este beneficiara a numeroase premii și onoruri. Pe lângă pictură, ea a conceput și costume de teatru pentru Teatrul Nou din Bratislava.
În anii 1960, a început următoarea ei ascensiune creativă, care a durat până la sfârșitul anilor 1990.
Ester Šimerová-Martinčeková a fost singura artistă slovacă care s-a inspirat direct din școala din Paris și care s-a întors adesea la Paris.

## Premii
În 1966, a primit titlul de Artistă Emerită. În 1992, a primit premiul Martin Benka.
În 2001, la Paris, a primit premiul Republicii Franceze, Cavaler al Ordinului Culturii și Literaturii.
În 2002, președintele Rudolf Schuster i-a acordat premiul de stat al Ordinului Ľudovít Štúr, clasa I. În 2001,  a primit Premiul Fundației Tatra banka⁠(d) pentru o lucrare artistică 
În 2016, Poșta Slovacă a emis o reproducere a picturii Compoziție de șah de Ester Šimerová-Martinčeková sub forma unei mărci poștale.
În 1987, Poșta Cehoslovacă a emis o reproducere a picturii Lalea sub forma unei mărci poștale.